# Jaime Romero
Jaime Romero Gómez (ur. 31 lipca 1990 w Valdegandze) – hiszpański piłkarz występujący na pozycji pomocnika. Od 2019 jest zawodnikiem klubu Qarabağ FK.
Jest wychowankiem Albacete Balompié. W pierwszej drużynie tego klubu występował w latach 2008–2009. W 2009 roku trafił do Udinese Calcio. W sezonie 2010/2011 przebywał na wypożyczeniu w AS Bari. Rok później został wypożyczony do Granada CF.